# Révleányvár
Révleányvár község Borsod-Abaúj-Zemplén vármegye Cigándi járásában.

## Fekvése
Sátoraljaújhelytől délkeletre, Ricse keleti szomszédjában, a Tisza mellett fekvő település.

### Megközelítése
Főutcája a 3804-es út, ezen érhető el Ricse és Zemplénagárd felől is. Dámóccal a 3809-es út köti össze.
Korábban kompjárat kötötte össze a Tisza túlpartján fekvő, Szabolcsveresmarthoz tartozó Rozsálypusztával, ezen keresztül pedig Kisvárda felől is könnyen elérhető volt, a 3832-es úton.

## Nevének eredete
Nevének első tagja a Tisza itteni révje után kapta nevét, míg nevének második tagja földváráról kapta nevét, melyet a Tisza túlsó partján fekvő Kisvárda várurai a folyón való átkelés biztosítására 1440-ben várat emeltek ide, melyet Várdai László jegyese
Pálóczi Agatha tiszteletére először Szűzvár-nak, később pedig Leányvár-nak neveztek el.

## Története
A település a 14. században keletkezett. 1440-ben Szabolcs vármegyéhez tartozott. Váradi László várat építtetett itt, melyet erős kőfal vett körül, ezt I. Lipót romboltatta le 1683-ban.
Az 1400-as években több birtokosa is volt; így a Cserényi, Abaházi Tárkányi családok is.
1598-ban az elpusztult helyek közt írták nevét.
1692-ben Sennyei Sándoré, majd a báró Dőrieké és a gróf Majláth családnak voltak itt birtokai.
1904 óta Révleányvár a település neve.
Az 1900-as évek elején Zemplén vármegye Bodrogközi járásához tartozott.
Az 1910-es népszámláláskor 769 magyar lakosa volt, ebből 107 római katolikus, 150 görögkatolikus, 466 református volt.

## Közélete

### Polgármesterei
- 1990–1994: Rolyák Géza (független)[3]
- 1994–1998: Dr. Salamon Sándor (független)[4]
- 1998–2002: Iski Józsefné (független)[5]
- 2002–2006: Iski Józsefné (független)[6]
- 2006–2010: Iski Józsefné (független)[7]
- 2010–2014: Iski Józsefné (független)[8]
- 2014–2019: Deák Bertalan (független)[9]
- 2019–2024: Deák Bertalan (független)[10]
- 2024– : Deák Bertalan (független)[1]

## Népesség
A település népességének változása:
| Lakosok száma | 445  | 433  | 435  | 399  | 401  | 386  | 387  |
|               | 2013 | 2014 | 2015 | 2021 | 2022 | 2023 | 2024 |

A 2001-es népszámlálás adatai szerint a településnek csak magyar lakossága van.
A 2011-es népszámlálás során a lakosok 100%-a magyarnak mondta magát. A vallási megoszlás a következő volt: római katolikus 16,2%, református 59,6%, görögkatolikus 19,9%, felekezeten kívüli 0,9% (2,1% nem válaszolt).
2022-ben a lakosság 87%-a vallotta magát magyarnak, 0,2-0,2% bolgárnak, szlovénnek és ukránnak, 0,7% egyéb, nem hazai nemzetiségűnek (13% nem nyilatkozott; a kettős identitások miatt a végösszeg nagyobb lehet 100%-nál). Vallásuk szerint 7,2% volt római katolikus, 31,4% református, 8,5% görög katolikus, 1% egyéb keresztény, 0,2% ortodox, 2,5% felekezeten kívüli (48,9% nem válaszolt).

## Nevezetességek
- Református temploma 1740 körül épült.
- Révleanyvár ősfája - Védett fehér nyárfa
- Mokcsa-tó